# 동국대학교 중앙도서관
동국대학교 중앙도서관(東國大學校中央圖書館)은 동국대학교 서울캠퍼스에 위치한 도서관이다.

## 개요
동국대학교 중앙도서관은 1906년 불교계 선각자들이 설립한 명진 학교 도서실에서 시작하여 현재 동국대학교 중앙도서관에 이르기까지 110여년의 역사와 전통 보유하고 있다. 일제 강점기 강제 폐교와 한국 전쟁 등을 겪으며 수차례 도서관 운영이 중단되었지만, 해방 이후 시설과 조직을 정비하여 현재의 기틀을 마련하였다.
2003년 신축 도서관으로 이전 후 디지털도서관으로 본격적인 변화를 꾀하였으며, 현재는 학습생활의 중심지이자 복합문화공간으로 역할 수행하고 있다. 조선십진분류법(KDCP)을 만든 박봉석(중앙불교전문학교 1회 졸업)을 비롯하여 서지학자 천혜봉 명예교수 등 국내 도서관사에서 영향력 있는 여러 인물을 배출하였으며, 2004년 도서관 전산 S/W 고도화, 2005년 d-Collection 시스템 도입, 2007년 한국불교문화종합시스템 운영 등 지식정보자원의 핵심주체로 최신 서비스를 제공하고 있다. '동국인의 독서활동'을 위해 독서포털 'Book三昧'를 구축하여 운영하고 있다. 북삼매는 Book(책)과 三昧(삼매)를 조합한 조어로 '동국인, 독서삼매경에 빠지다'라는 의미하며, 중앙도서관의 '동국인 책읽기' 캠페인을 상징하는 용어이다.
최근에는 I.C Zone, I.F Zone, MASIL 등 다양한 학습시설을 설치하는 등 ʻ동국 지식의 중심에서 세계 지식의 중심으로ʼ라는 비전으로 창의인재 양성을 위한 교육 및 연구 지원 역할을 수행하고 있다.

## 소장자료
- 고려대장경 인경본 등 국보 1점, 보물 30점 등을 보유
- 세계 각국의 각종 대장경 불교·인도철학 문헌 소장
- 미당 서정주 선생 유족의 뜻에 따라 모교인 동국대학교에 기증한 1만 여점의 유품을 모아놓은 미당문고[3]

## 주요활동 및 언론보도
- 2019/09/23 동국대 도서관, 뇌과학자 정재승 교수 초청 강연[4]
- 2019/08/23 동국대, 과학관 탐방 자유학기 프로그램 개설[5]
- 2019/08/07 동국대 '호모 리버티쿠스, 독립을 외치다' 프로그램 ‘국민참여 기념사업’ 인증[6]
- 2019/05/30 동국대, ‘위키백과 프로젝트’ 개최 도서관 선정[7]
- 2019/05/01 동국대 도서관, 한국학술정보협의회 '국회도서관장상[8]

## 사진

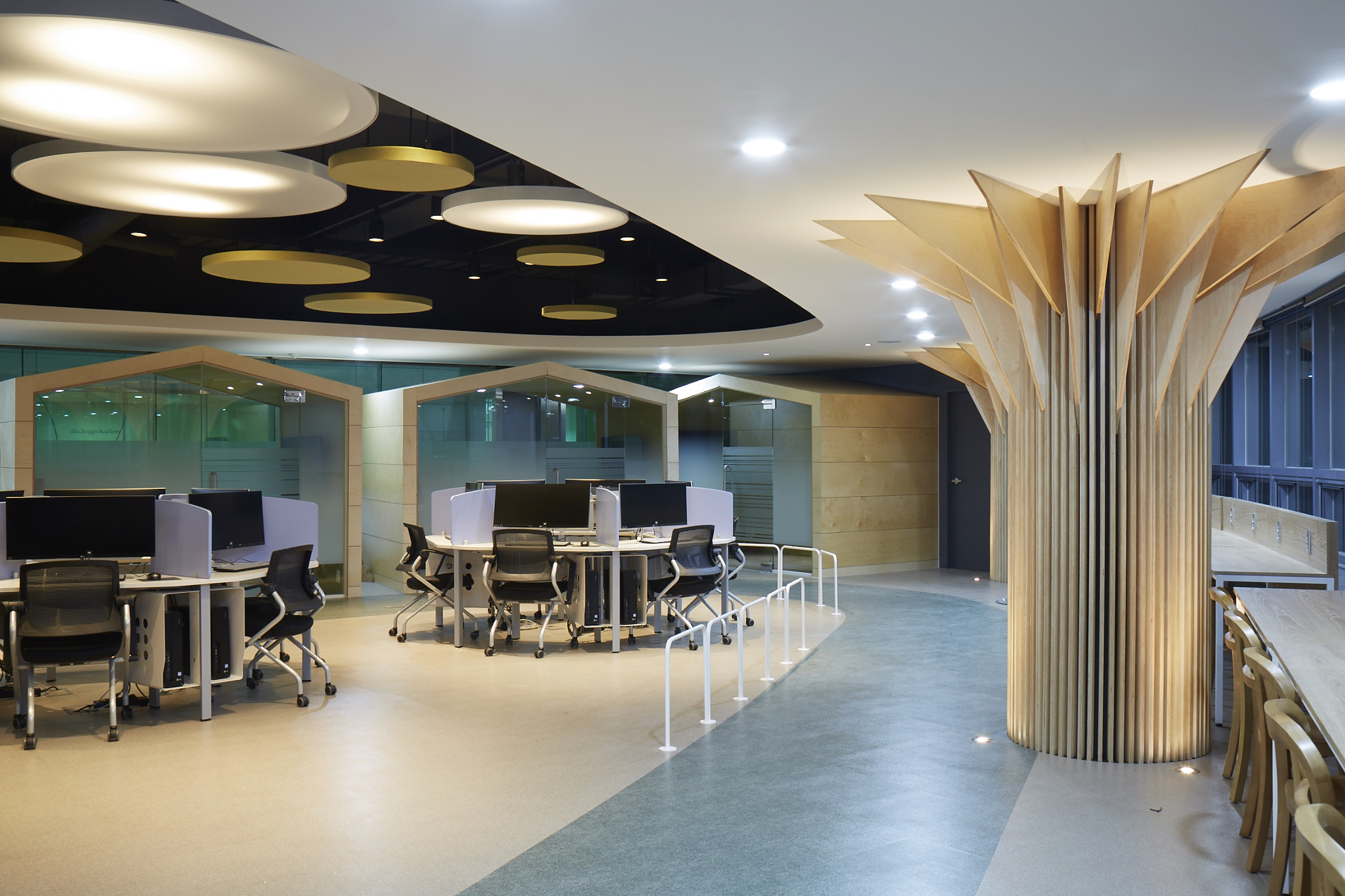
동국대학교 중앙도서관 IF존
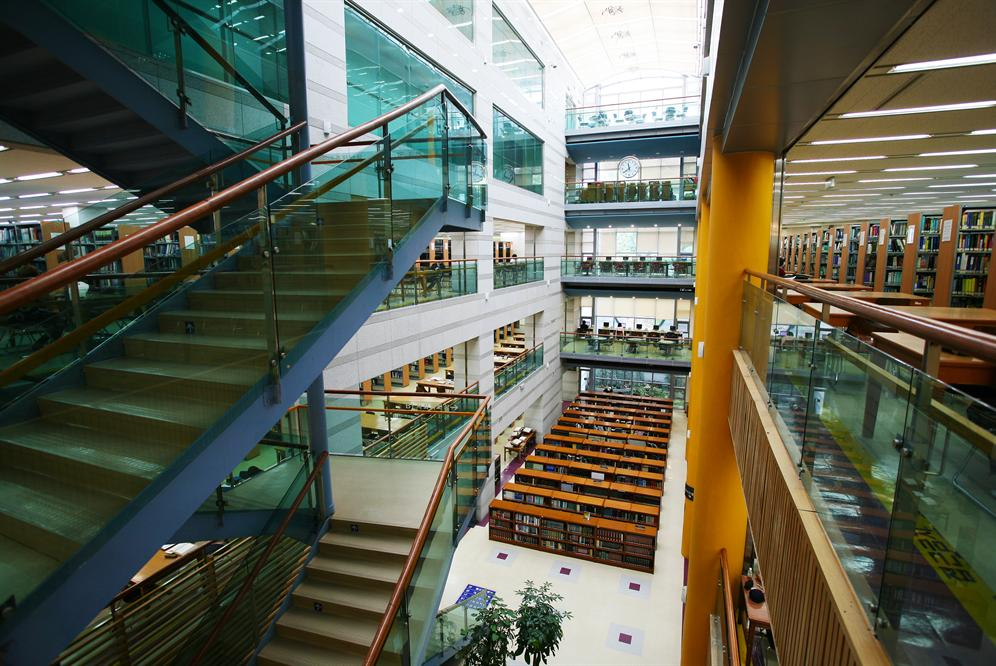
동국대학교 중앙도서관 중정
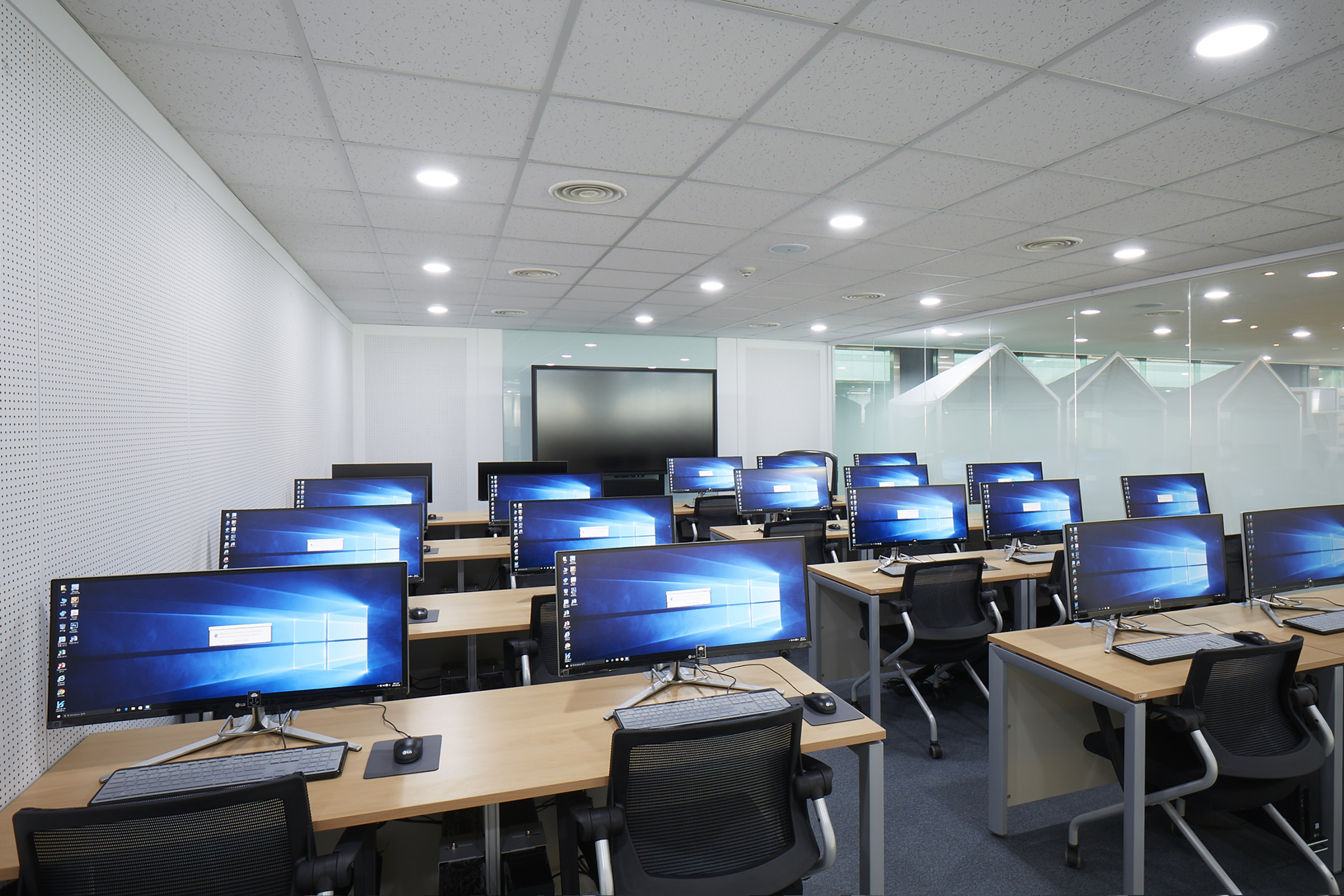
동국대학교 중앙도서관 IF존 정보교육실

## 같이 보기
- 한용운
- 중구
- 남산한옥마을